# Premio Enrico Fermi (USA)

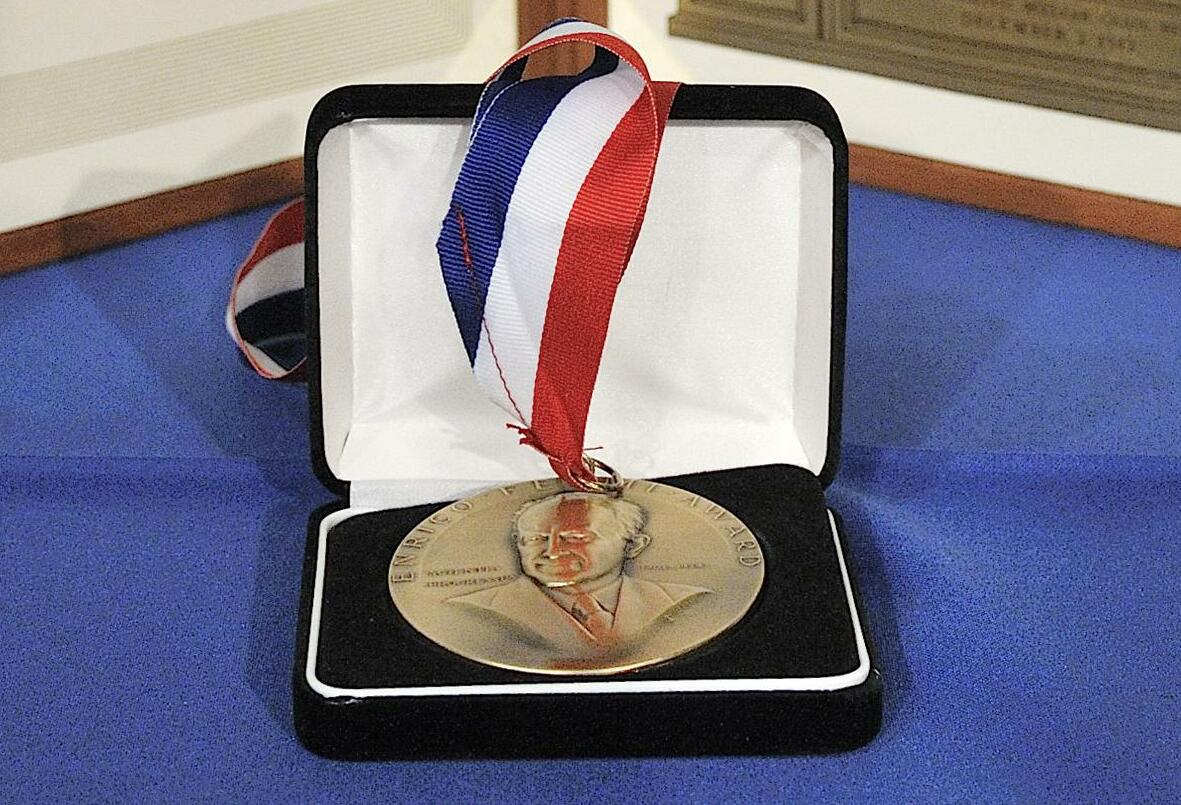
Il premio Fermi

Il premio Enrico Fermi (in inglese Enrico Fermi Award) è un premio conferito a scienziati di fama internazionale che hanno dato contributi importanti allo studio, allo sviluppo e alla produzione di energia
Il premio è assegnato dal Governo degli Stati Uniti, tramite il Dipartimento dell'energia.
Al premiato viene conferita una medaglia d'oro che riporta le fattezze di Enrico Fermi, un attestato firmato dal Presidente degli Stati Uniti e una somma di 100.000 dollari.
Non va confuso con il premio Enrico Fermi, assegnato annualmente dalla Società italiana di fisica.

## Vincitori
Questo elenco riporta i vincitori, in ordine cronologico inverso.
| - 2023 – Darleane C. Hoffman; Gabor A. Somorjai - 2014 – Claudio Pellegrini, Charles V. Shank - 2013 – Andrew Sessler, Allen J. Bard - 2012 – Walter E. Massey - 2010 – Mildred S. Dresselhaus, Burton Richter - 2009 – John B. Goodenough, Siegfried Hecker - 2005 – Arthur H. Rosenfeld - 2003 – John Bahcall, Raymond Davis Jr., Seymour Sack - 2000 – Sheldon Datz, Sidney David Drell, Herbert York - 1998 – Maurice Goldhaber - 1998 – Michael E. Phelps - 1996 – Mortimer Elkind, Rodney Withers, Richard Garwinn - 1995 – Ugo Fano, Martin D. Kamen - 1993 – Liane B. Russell, Freeman J. Dyson - 1992 – Harold Brown, John S. Foster, Leon M. Lederman - 1990 – George A. Cowan, Robley D. Evans - 1988 – Richard B. Setlow, Victor Weisskopf - 1987 – Luis Álvarez, Gerald F. Tape - 1986 – Ernest Courant, M. Stanley Livingston - 1985 – Norman Rasmussen, Marshall Rosenbluth - 1984 – Robert R. Wilson, George Vendryes | - 1983 – Alexander Hollaender, John H. Lawrence - 1982 – Herbert L. Anderson, Seth Neddermeyer - 1981 – W. Bennett Lewis - 1980 – Rudolf E. Peierls, Alvin M. Weinberg - 1978 – Wolfgang K. H. Panofsky, Harold M. Agnew - 1976 – William L. Russell - 1972 – Manson Benedict - 1971 – Shields Warren, Stafford L. Warren - 1970 – Norris E. Bradbury - 1969 – Walter H. Zinn - 1968 – John Archibald Wheeler - 1966 – Otto Hahn, Lise Meitner, Fritz Strassmann - 1964 – Hyman George Rickover - 1963 – Julius Robert Oppenheimer - 1962 – Edward Teller - 1961 – Hans A. Bethe - 1959 – Glenn T. Seaborg - 1958 – Eugene P. Wigner - 1957 – Ernest O. Lawrence - 1956 – John von Neumann |